# KOHTA
KOHTA（コータ、1975年6月3日- ）は、日本のミュージシャン。Angelo及びPIERROTのベーシスト。

## 略歴
1994年、実兄であるキリトの誘いでベーシストとしてPierrotに参加。1995年、PIERROTの解散までのメンバーによる初のアルバム『パンドラの匣』の制作を開始する。1998年、東芝EMIよりPIERROTのメンバーとしてシングル「クリア・スカイ」でメジャーデビュー。
2004年、自身とキリトのマネージメントオフィス、有限会社Other Gate設立。2005年、Everlasting-Kのライブ・ツアーにサポートベーシストとして参加。2006年4月12日、PIERROTの解散を発表。同年8月14日、PIERROTのキリト、TAKEOと共にAngelo結成を発表。
2006年10月25日、上杉昇のシングル「TOY$! (scrambled mix)」のレコーディングに参加。2007年、6月3日、オリジナルブランド「Star Bright」発表。2014年4月12日、PIERROTの再結成コンサート「DICTATORS CIRCUS FINAL」を開催する事を発表。10月24日・10月25日、PIERROTとして8年ぶりのライブを成功させる。

## 人物
北海道札幌市出身。埼玉県大宮市（現さいたま市）育ち。血液型はA型。身長172cm。ギターと間違えてベースを購入したことからベーシストになる。インディーズ時代からメジャーデビュー初期までは、鼻ピアスに銀髪、モヒカンヘアーなどのパンクなスタイルが特徴的だった。PIERROTのアルバム『HEAVEN〜THE CUSTOMIZED LANDSCAPE〜』以降、ライブでコーラスも頻繁に担当する様になる。
Angeloでは作曲も手がける。

### 使用機材
ベースは、ESPの「VP KOHTA CUSTOM」。PIERROT時代も同じくESPの「KR」。

### エピソード
- 汗かき体質で尋常ではなく汗をかく。ステージ上でKOHTAの足元だけ水たまりが出来ていることもあり、よくメンバーにネタにされている。

- 筋トレグッズの収集癖があり、ツアー中も持ち歩く。

- 2018年頃から趣味として自転車を始める。

- メンバーも呆れる程白米と緑茶をこよなく愛しており[要出典]、一時期ライブのMCでネタにされていた。

- PIERROT時代のライブ中によくタンクトップを着用していた事から、キリトに「ゲイ」「ゲイ王子」などと言われる事もあった。

- 以前、ホームページのプロフィール欄の自分の名前を編集した時に泥酔していたため、名前を「KHOTA」にしてしまったことがある。